# Three Days Grace
Three Days Grace es una banda de rock originaria de Ontario (Canadá). La banda fue fundada originalmente como Groundswell en 1992 por Adam Gontier, Brad Walst y Neil Sanderson. En 1992, Groundswell tenía como miembros a Gontier (voz), Walst (bajo), Sanderson (batería, teclados y coros), Phil Crowe y Joe Grant (guitarras). En 1995 la banda decidió mudarse a Toronto, donde firmó su primer contrato con la discográfica Jive Records. Durante esta etapa la banda solo grabaría un álbum, Wave of Popular Feeling, el cual recibiría críticas negativas y no obtendría mucho éxito, lo que más tarde provocaría la desintegración de la banda en 1997. Ese mismo año, los tres miembros restantes de la banda (Gontier, Walst y Sanderson) se reagruparon bajo su nombre actual.
Según Gontier, el nombre de la banda hace referencia a la pregunta "si tuvieras tres días para cambiar algo en tu vida, ¿qué sería?".
Después de que la banda grabó un demo, el cual Gontier entregó a EMI Music Publishing Canadá, la banda firmó nuevamente con Jive Records. Desde de que la banda volvió a firmar con la discográfica en 1999, la banda ha editado cuatro álbumes de estudio, Three Days Grace en 2003, One-X en 2006 (este fue el primer álbum de la banda como un cuarteto ya que contaba con la presencia del guitarrista Barry Stock), Life Starts Now en 2009, el cual recibió muchos altibajos y Transit of Venus en 2012. Cada uno de sus primeros tres álbumes han sido certificados disco de platino y oro respectivamente por la RIAA en los Estados Unidos, mientras que en Canadá han sido certificados como platino, doble platino y platino respectivamente por Music Canada. La banda también tiene en su repertorio una serie de canciones que han logrado alcanzar el primer puesto en los conteos de Billboard y Hot Mainstream Rock Tracks.
El 9 de enero de 2013, Three Days Grace anuncia a través de sus redes sociales que el vocalista Adam Gontier, se retiraba de la banda debido a problemas de salud y que el hermano del bajista Brad Walst, Matt Walst, vocalista de la banda My Darkest Days se integraría a la banda como reemplazo temporal de Gontier para la gira "Transit of Venus Tour". Matt Walst fue nombrado como un miembro de apoyo durante la gira pero no como un miembro oficial hasta el 28 de marzo de 2014, donde la banda anunció a través de un comunicado en su página web que Walst sería el reemplazo permanente de Gontier. Tres días más tarde la banda lanzó en iTunes store su primera canción con Matt Walst como nuevo vocalista de la banda y dijo que la canción también podría ser el primer contacto de sus fanes con su nuevo álbum.
En 2024, Gontier se reincorporó oficialmente a la banda y Walst también permaneció como cantante, lo que los convirtió en una banda de doble vocalista, así como en un quinteto por primera vez desde su génesis como Groundswell.

## Historia

### Comienzos (1992-1997)

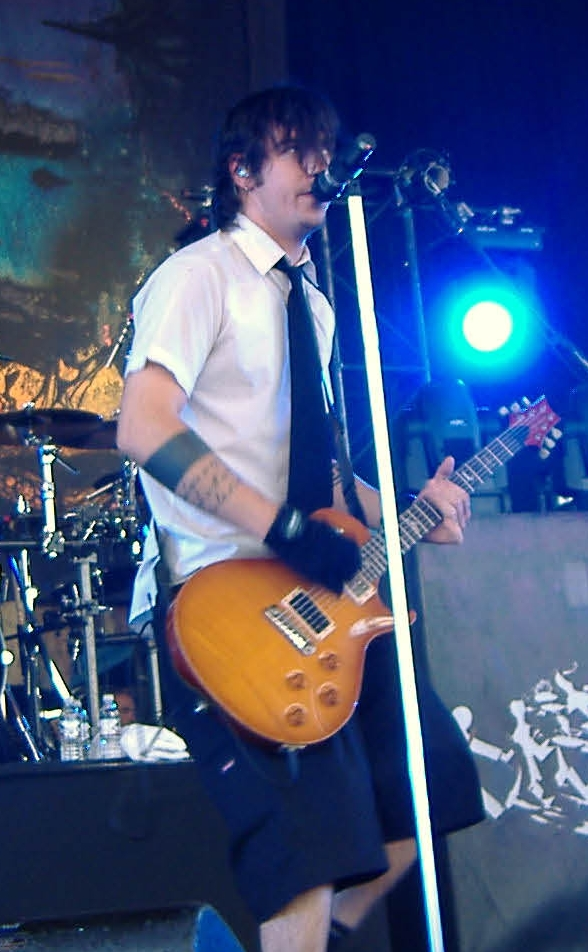
El vocalista original de la banda, Adam Gontier.

La banda fue formada por los miembros Adam Gontier (voz y guitarra), Brad Walst (bajo) y Neil Sanderson (batería). Originalmente el grupo se llamaba Groundswell, y comenzó siendo una banda totalmente distinta con un género similar al grunge. La alineación original de la banda quedó formada en 1992 mientras los tres miembros de la banda aún estaban iniciándose en la secundaria. Pocos días después se integraron dos amigos del instituto, Phil Crowe en la guitarra principal y Joe Grant en la guitarra rítmica. Después de tres años cuando los miembros de la banda cumplieron diecisiete años decidieron mudarse a Toronto para darse a conocer en la escena musical...
Estando allá, la banda firmó su primer contrato discográfico con Jive Records. En un transcurso de dos años grabaron y publicaron su álbum debut Wave of Popular Feeling. El álbum cuenta con un sonido de estilo similar al post-grunge y al grunge característico de los 90 y contiene las primeras canciones grabadas por la banda. De este álbum se extrajeron dos sencillos no oficiales, pese a que este es el único álbum de la banda que está registrado con su antiguo nombre. En otoño de 1997, Phil Crowe y Joe Grant dejaron Groundswell debido a la baja calidad del álbum y la escasa popularidad obtenida, lo que para 1997 terminó siendo la separación de la banda. Ese mismo año, Gontier, Walst y Sanderson se reagruparon y cambiaron el nombre de la banda a "Three Days Grace".

### Primeros años como Three Days Grace (1997–2004)
Una vez en Toronto, la banda conoció al productor Gavin Brown, al cual los miembros de la banda le proporcionaron algunas canciones que habían compuesto durante su nueva formación en un álbum de demostración que dieron a EMI Music Publishing Canadá, con el que consiguieron reconocimiento y aceptación, pero la discográfica aún quería escuchar más material, a lo que en respuesta Gontier escribió y compuso la canción «I Hate Everything About You», que atrajo el interés de varios sellos discográficos. Luego de algunas ofertas, la banda pronto firmó nuevamente con el sello Jive Records después de haber sido buscados por el presidente de la compañía.

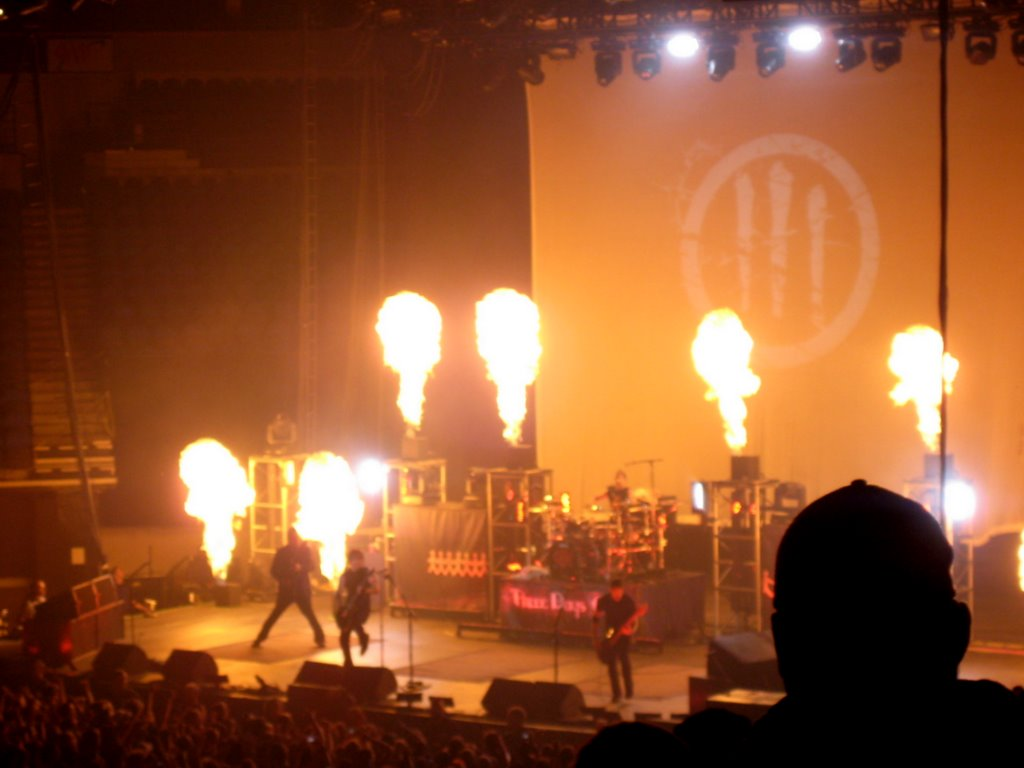
Three Days Grace en concierto.

Después de firmar con Jive Records, la banda junto con Brown se trasladó a Long View Farm, un estudio ubicado en North Brookfield para grabar un nuevo álbum. El nuevo álbum auto-titulado de la banda fue terminado en Woodstock, Nueva York y sería lanzado al mercado el 22 de julio de 2003 bajo el nombre de Three Days Grace. El álbum fue recibido con críticas mixtas favorables. Dave Doray de IGN dijo acerca del álbum: «¿Errores? No hay muchos». La supervisora de Allmusic dijo que el camino de Three Days Grace, el enfoque de la banda y la adhesión a las fórmulas de rock alternativo, junto con composiciones apretadas y unos coros bastante inesperados tienen como resultado algunas canciones que son más memorables que los trabajos de muchos, definitivamente Three Days Grace es una de las bandas accesibles de rock y metal alternativo de los años 2000, a la cual solo hay que añadir un poco más de sonido distinto.
Para apoyar y promocionar el álbum, Three Days Grace dio a conocer su primer sencillo, «I Hate Everything About You», esta canción fue la que destacó de su CD de demostración. La canción recibió buenas críticas y rápidamente se convirtió en la canción más reconocible de Three Days Grace por sus fanes, siendo etiquetados como la banda de «gran éxito de fuga». Ese mismo año, la banda contrató al guitarrista Barry Stock con el fin de aliviar el peso de Gontier como vocalista y guitarrista durante sus conciertos. Como resultado del alivio de Gontier concentrado en el micrófono, Stock se incorporó oficialmente a la banda a finales de 2003. Después de unírseles su nuevo guitarrista, la banda estuvo de gira continua y extensiva durante casi dos años en apoyo de su nuevo álbum. El álbum alcanzó el puesto número nueve en los Albums Chart de Canadá, y el número 69 en el Billboard 200, también fue certificado platino en los EE. UU. por la RIAA en diciembre de 2004 y doble platino en Canadá por Music Canada.

### One-Xy reconocimiento internacional (2005-2008)
El álbum auto-titulado, Three Days Grace, se convirtió en un éxito comercial tras el lanzamiento de su primer sencillo, «I Hate Everything About You», seguido de dos sencillos más, «Just Like You» y «Home». Seguido de esto, el vocalista Adam Gontier desarrolló una adicción a la oxicodona, receta para calmar el dolor. Después de terminar la gira de su álbum, la banda sabía que no podría continuar con la condición de este, por lo que a mediados de 2005, con el apoyo de su familia, amigos y miembros de la banda, Gontier se internó en un centro de desintoxicación. Antes de esto, en marzo de 2005 la banda se presentó en el Centre Bell en Montreal presentando nuevas canciones que formarian parte de su nuevo álbum. En su estancia en el hospital, Gontier  triste y desanimado, comenzó a escribir letras de las canciones con respecto a cómo se sentía y lo que pasó en rehabilitación. Finalmente, Adam se rehabilitó con éxito en el tratamiento. Él y los miembros de la banda sintieron que ya tenían la paz y la tranquilidad que se requería para grabar un nuevo álbum. Fueron a Ontario, a una casa donde experimentaron, probaron y practicaron canciones. Pasaron tres meses en casa, donde terminaron lo que sería su siguiente álbum.

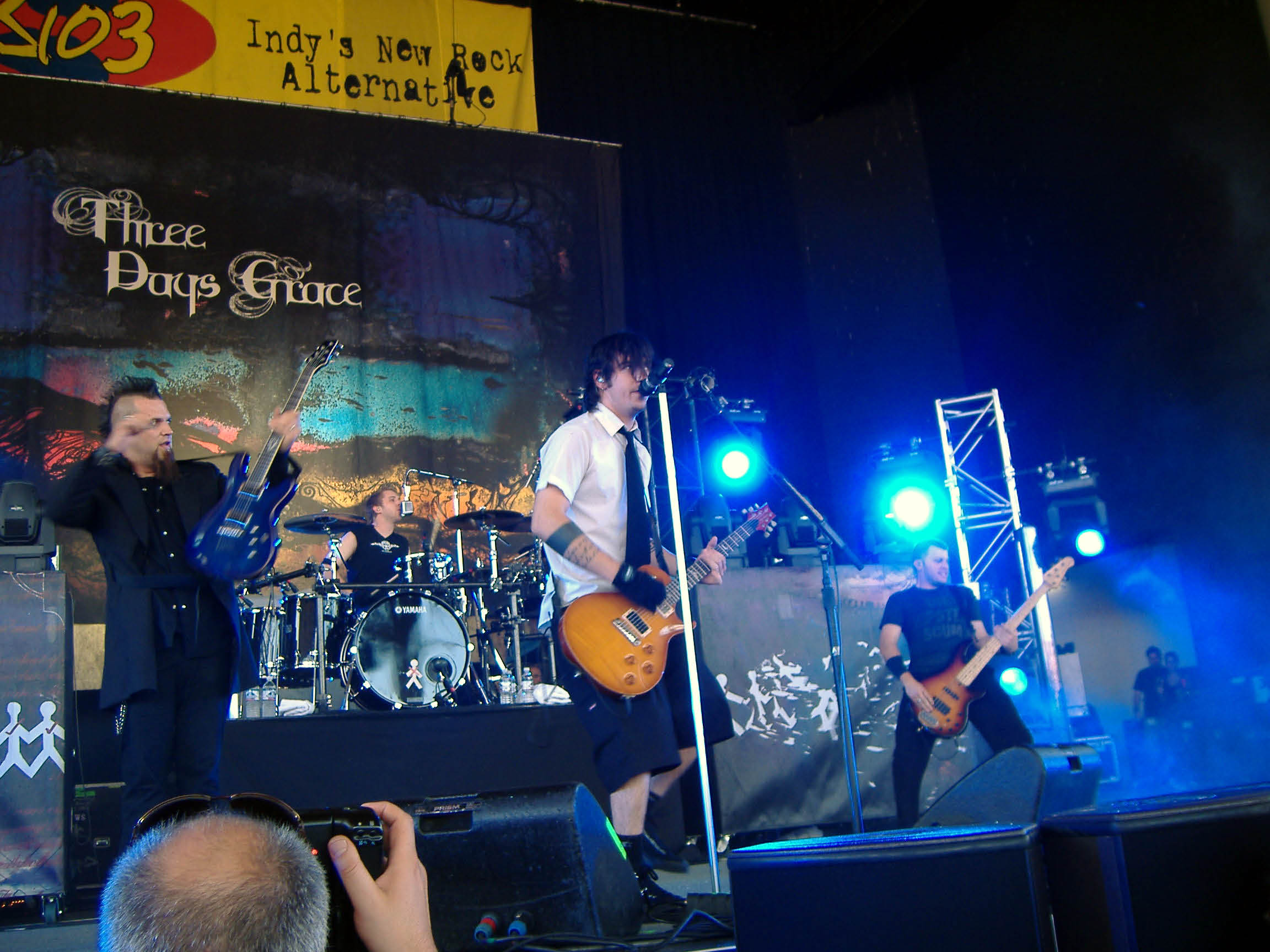
Actuación de Three Days Grace en 2006 durante el One-X Tour.

De las canciones que la banda decidiría incluir en el álbum serían las letras que había escrito Gontier mientras estaba en rehabilitación. El primer sencillo anunciado para el nuevo álbum fue titulado «Animal I Have Become», seguido de «Pain» y «Never Too Late». Además de los sencillos la banda también añadió otras canciones que Gontier había escrito en rehabilitación como «Over and Over» y «Gone Forever». En una entrevista en 2006, Gontier dijo que el álbum era material más personal para él que los anteriores trabajos de la banda, ya que este había salido de sus experiencias con desaliento, el abuso de drogas y de rehabilitación, todo lo que se había constituido en los dos últimos años de su vida.
El nuevo álbum de la banda fue titulado One-X, el cual también fue el debut oficial del guitarrista Barry Stock con la banda, fue puesto en venta el 13 de junio de 2006. El álbum alcanzó el puesto número dos en la lista de álbumes de Canadá, y el número cinco en el Billboard 200. Se vendieron 78 000 copias en los EE. UU. tan solo en su primera semana tras el lanzamiento. Su primer sencillo, «Animal I Have Become», fue todo un éxito convirtiéndose en 2006 en una de las canciones de rock más escuchadas de Canadá, lo que contribuyó al impulso de la banda en Estados Unidos y Canadá. Por otra parte, Gontier también actuó tanto con la banda como solista en diversos centros de rehabilitación como forma de agradecimiento a las personas que lo ayudaron a superar su adicción y a la vez como inspiración para aquellos que tienen problemas de adicción. Durante estos conciertos en dichos centros las canciones más notables fueron «Animal I Have Become», «Pain» y «Never Too Late», para alentar y motivar a las personas bajo tratamiento a superar sus adicciones. La mayoría de sus conciertos como solista fueron acústicos, a los cuales Gontier denominó Three Days to Change Tour, el cual tuvo lugar mientras Three Days Grace aún estaba promocionando One-X. En noviembre de 2006 Gontier realizó un show especial en el centro de rehabilitación CAMH en Toronto, centro donde Gontier se rehabilitó. La audiencia fue cerca de 250 personas, incluyendo pacientes, ganadores de concursos de radio, familiares y amigos junto a la discográfica de la banda. Tras el show, Gontier apareció 50 minutos en Q&A Session, lo cual fue filmado como parte del documental Behind the Pain.[cita requerida]

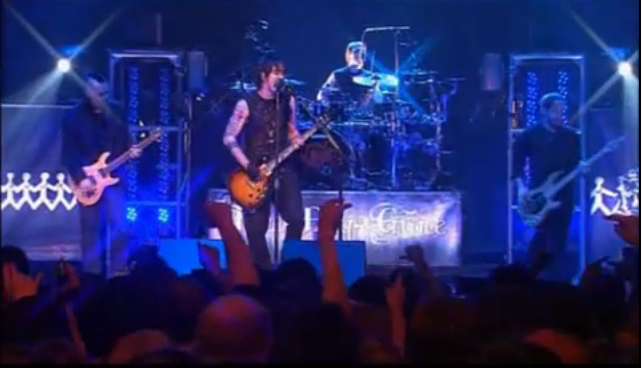
Three Days Grace en directo en el estadio The Palace de Auburn Hills, Míchigan en 2008.

En 2007 Billboard los clasificó como los artistas de rock número uno del año. One-X fue certificado doble platino por la RIAA en los Estados Unidos el 30 de agosto de 2007, también doble platino por la CRIA en Canadá en julio de 2007. One-X fue recibido con comentarios positivos en general. Toronto Star felicitó el disco con un título de revisión de «un CD que vale la pena comprar» y se centró en sus letras, diciendo: «La letra realmente habla con usted, especialmente si usted está pasando por un momento difícil en su vida». Allmusic elogió también el álbum. Este recibió críticas negativas también, algunos críticos señalaron que Three Days Grace a pesar de su pegadiza lírica oscura es «poco innovadora» en su acercamiento a la escritura de música y que más cualidades distintivas ayudarían a la banda a que se separe de sus principios de metal alternativo.
Three Days Grace realizó una gira por los Estados Unidos y Canadá durante la segunda mitad de 2006 y todo 2007 en promoción de One-X. El álbum ha logrado acumular ventas superiores a 6 860 000 copias, siendo el álbum más vendido de la banda hasta la fecha.
A principios de 2008 la banda anunció su gira de One-X junto a Seether y Breaking Benjamin. En agosto de 2008, la banda editó un DVD con una extensión de 1:19:42 minutos titulado Live at the Palace, el cual fue filmado el 21 de marzo de ese mismo año durante un concierto de la banda en el The Palace of Auburn Hills en Auburn Hills, Míchigan. La banda dedicó este DVD en memoria de su mánager y amigo Stuart Bool. Este álbum originalmente fue lanzado como un exclusivo de Best Buy pero ahora está disponible en otras tiendas. El DVD además de incluir la presentación de la banda contiene en exclusiva detrás de escena con imágenes de los miembros de la banda.

### Life Starts Now(2009-2011)
Después la gira de One-X', Three Days Grace estuvo la primera mitad de 2009 componiendo y grabando su tercer álbum en el Warehouse Studio en Vancouver, Columbia Británica, y Los Ángeles, con el productor Howard Benson, que había trabajado con ellos en sus álbumes anteriores. El álbum titulado Life Starts Now, fue lanzado el 22 de septiembre de 2009. Los críticos, así como los miembros de la banda han señalado que el álbum tiene un estilo lírico con un tono más optimista que los anteriores. Este álbum refleja la madurez de los miembros de la banda al superar problemas tales como la enfermedad y muerte dentro de sus familias, a lo que la banda declaró: «Teníamos que inspirarnos en ello, pero este es el resultado, es un nuevo comienzo, «la vida ahora empieza de nuevo». Según el guitarrista Barry Stock, el tema central del álbum es en torno a «una nueva sensación de frescura» y la idea de que «no tienes que estancarte en lo que sea que estás haciendo. Ya sea bueno o malo, es tu elección para hacer un cambio».

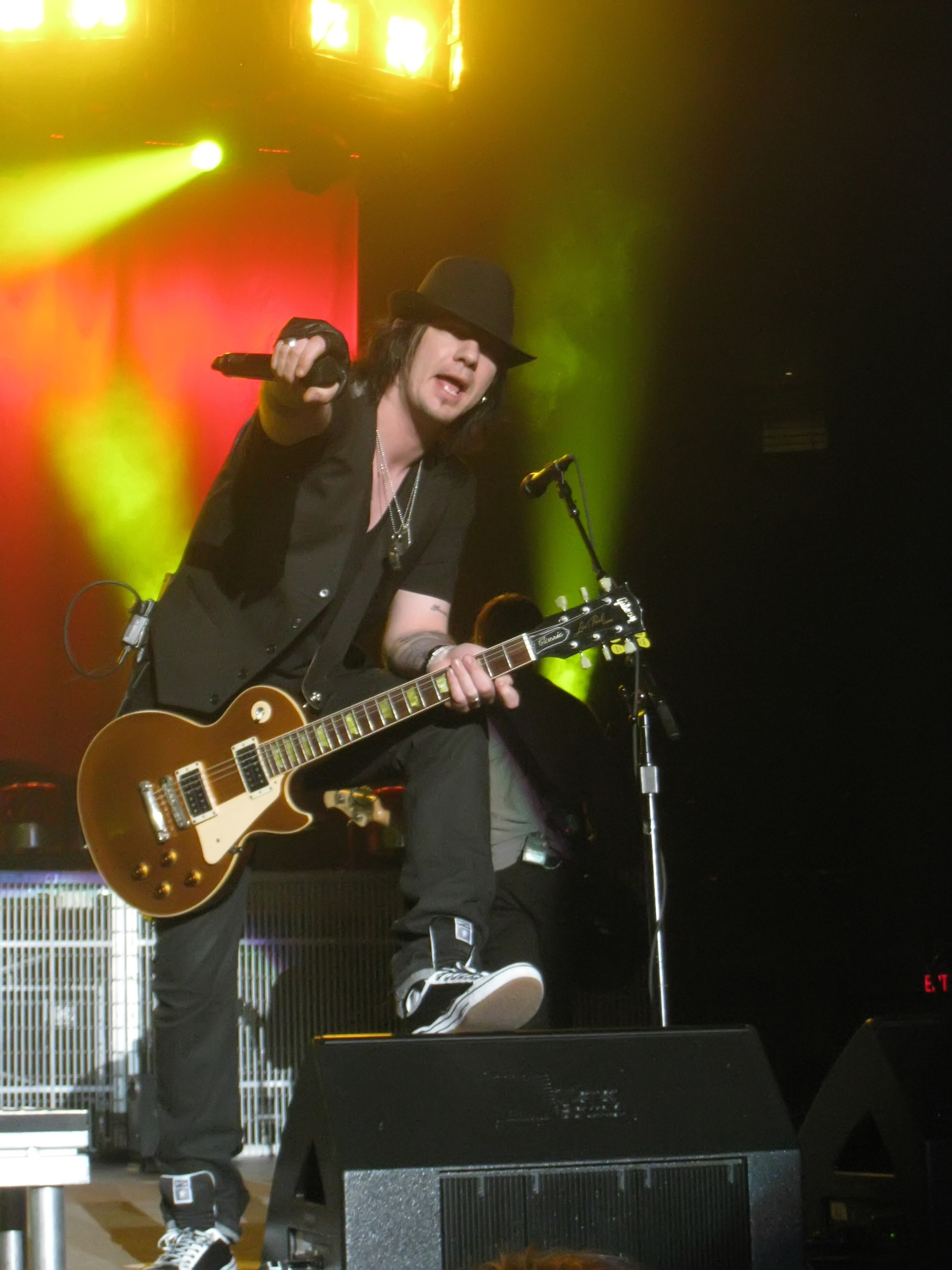
Gontier tocando con Three Days Grace en 2010.

Life Starts Now debutó en el puesto número tres en el Billboard 200 vendiendo 79 000 copias en su primera semana. El álbum fue recibido con críticas mixtas. Ben Rayner de Toronto Star le dio al álbum una revisión negativa, diciendo que no posee ningún sonido de su propio género y que se parece a los ritmos de bandas como Nickelback y Linkin Park. Según Allmusic, quien le dio al álbum tres de cinco estrellas, dijo que «Life Starts Now continúa con el tema de One-X, los demonios personales de Gontier, pero con un toque de luz del sol». También felicitó al álbum diciendo que trata temas de la ira, el aislamiento, la angustia y la redención con el tipo de respeto a regañadientes que lo merecen, el bombeo de una ráfaga competente de himnos en fragmentos. Una de las críticas negativas más duras provino de Ben Czajkowski de 411mania.com que describió el álbum como «aburrido, insulso, trillado, cansado y juzgado de verdad».
El primer sencillo del álbum, Break, fue lanzado el 1 de septiembre de 2009. Un mes después Three Days Grace se embarcó en el Canadian Tour 20 que duró de noviembre a diciembre. Entre enero y febrero de 2010 co-encabezaron una mini gira con Breaking Benjamin y Flyleaf.
El álbum fue nominado para el «Mejor Álbum de Rock de 2010» en los premios Juno, pero perdió frente a Billy Talent III.
Three Days Grace estuvo con Nickelback y Buckcherry en una gira denominada Dark Horse Fall 2010 Tour y también salió de gira con My Darkest Days en marzo de 2011. Más tarde salió de gira una vez más con Avenged Sevenfold durante el tour Welcome to the Family con esta misma y con Bullet for My Valentine en el Rockstar Energy Drink Tour desde agosto hasta octubre del mismo año.

### Transit of Venusy salida de Gontier (2012-2013)
El 7 de octubre de 2011, RCA Records anunció que disolvía Jive Records, Arista Records y J Records y que trasladaría a todos los artistas que hubiesen firmado con dichas discográficas a su sello, incluyendo a la banda.

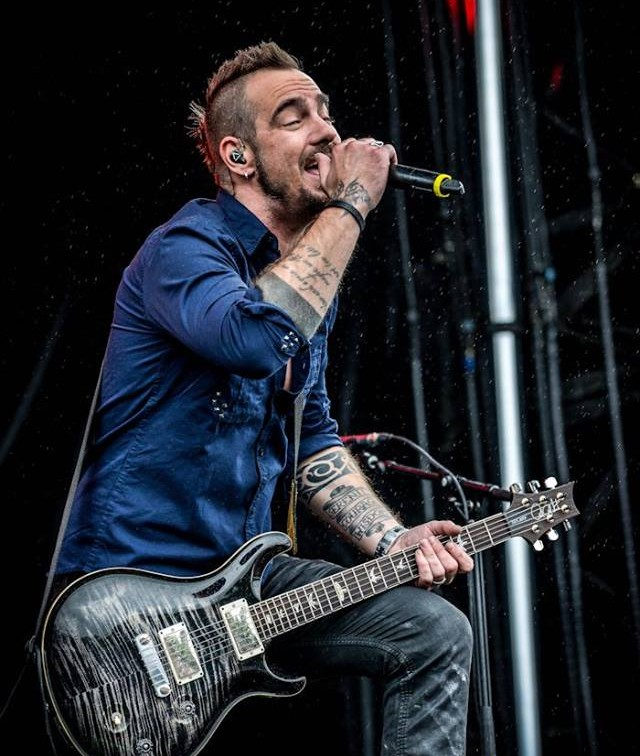
El líder fundador Adam Gontier dejó la banda en el 2013.

El 5 de junio de 2012 a las 9:00 A. m. GMT, el mismo día del tránsito visible de Venus a través del Sol, Three Days Grace anunció que su quinto álbum de estudio se llamaría Transit of Venus y que saldría a la luz el día 2 de octubre de 2012. La banda creó un vídeo promocional, el cual fue publicado en su página web que incluía clips de ellos en el estudio, así como imágenes del tránsito de venus. Debido a este suceso, para el álbum la banda creó el eslogan: «Hay cosas que nunca volverán a suceder en tu vida», reflejando tanto el suceso poco común del planeta venus cruzando por el sol así como el tono que las letras y la música asumen. En su página oficial anunciaron el primer sencillo del álbum, «Chalk Outline», y que estaría disponible desde el 14 de agosto.
En una entrevista, el vocalista Adam Gontier admitió que para él la mejor canción de este nuevo álbum es «Give Me a Reason». El día 24 de septiembre, Amazon sacó adelantos de todas las canciones que componen el álbum antes del estreno.
El 2 de octubre de 2012, Three Days Grace lanza su cuarto álbum Transit of Venus, con un notorio cambio de sonido alejandose de sus raíces post-grunge de sus primeros álbumes y acercándose más el rock electrónico, pero sin perder la esencia original de la banda. Ese mismo día, la banda toco un concierto en Toronto auspiciado por la radio 102.1 the edge, donde tocaron varias canciones de su nuevo álbum además de algunos clásicos como Never Too Late y I Hate Everything About You. Esos mismos días, la banda se embarco en una gira estadounidense de clubes para la promoción de su nuevo álbum, tocando durante todo el mes de octubre. A principios de ese mes, la banda anuncio una gira para febrero de 2013 junto a Shinedown y P.O.D. 
El 15 de diciembre de ese año, la banda sin saberlo toco su último show con Gontier como vocalista hasta 2025 en Wallingford, 6 días más tarde Gontier envió una carta a la banda a través de su abogado, donde decía que no estaba interesado en participar en ningún proyecto relacionado con Three Days Grace y que su salida era permanente. En una entrevista con FRET12 en junio de 2013, el guitarrista Barry Stock describe la salida de Gontier como “Totalmente inesperado y abrupto”.
El 9 de enero de 2013, Three Days Grace hace publica la salida de Gontier de la banda y anuncian que el hermano del bajista Brad Walst, Matt Walst de My Darkest Days, se uniría temporalmente a la banda para su nueva gira. La banda cito la repentina partida de Gontier, debido a razones médicas.
El 16 de enero, se informó que la banda describió la salida de Gontier como abrupta e inexplicable. Más tarde, contrariamente a la creencia de la banda de que Gontier había vuelto a sus adicciones, este explicó que simplemente estaba listo para comenzar un nuevo capítulo en su vida, comentando: «Después de ser parte de una banda alrededor de veinte años en constante evolución, me he inspirado en la vida, para seguir adelante y seguir evolucionando bajo mis propios términos». Desde su salida de la banda, Gontier comenzó una carrera solista con una gira denominada Adam Gontier Solo Tour. Actualmente se encuentra en su nueva banda llamada Saint Asonia.

### Human(2014-2016)
El 1 de febrero de 2013 la banda comenzó un nuevo tour con el vocalista temporal, Matt Walst, compartiendo escenario junto a Shinedown y P.O.D. con Matt Walst como cantante principal del tour. Durante el tour Matt estaba sustituyendo a Gontier y no era un miembro oficial de Three Days Grace, hasta que un mensaje en la web oficial de la banda el 28 de marzo de 2014 confirmó que era el nuevo vocalista de la banda.

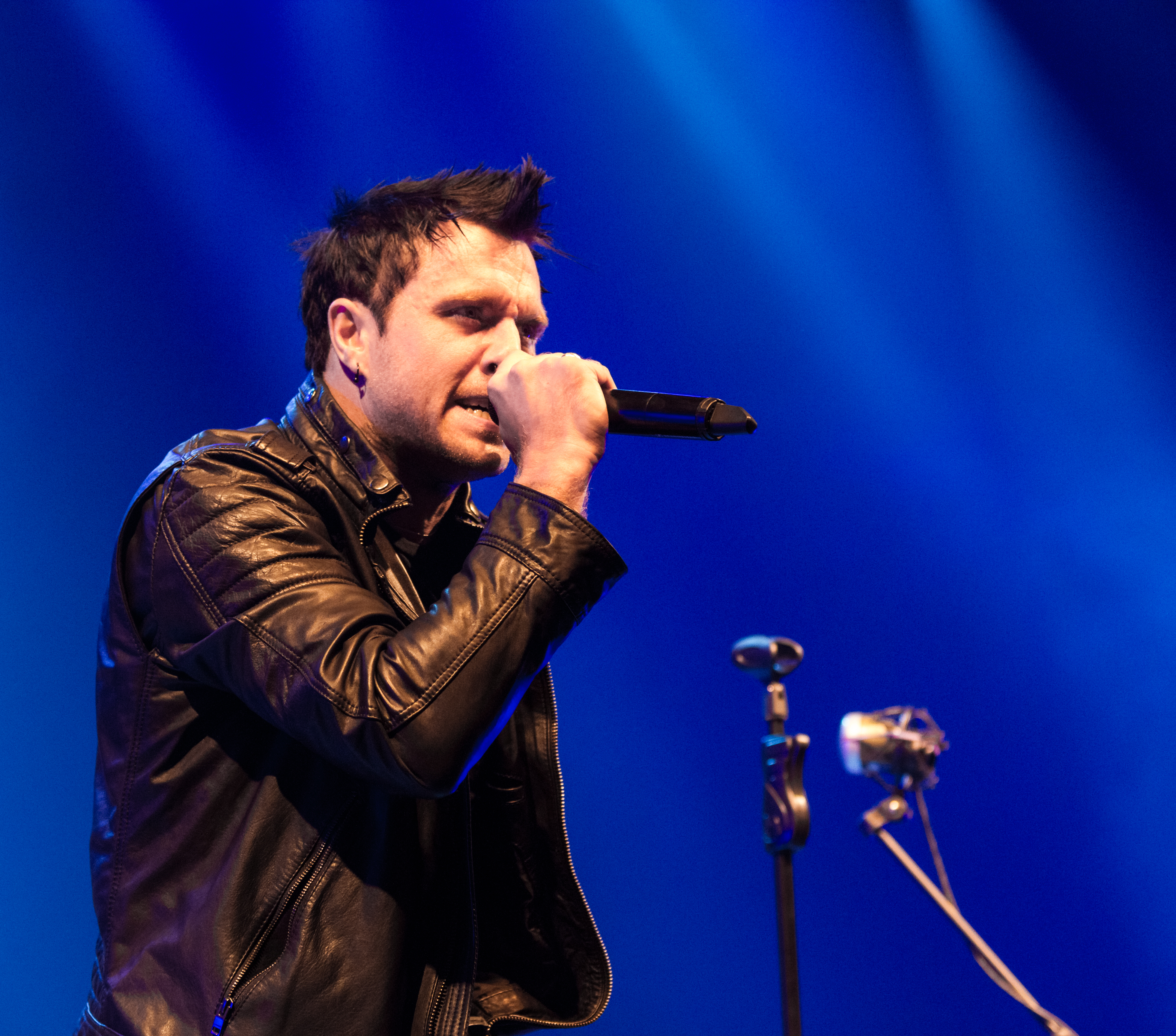
Matt Walst, actual vocalista de la banda.

El 28 de marzo de 2014 Three Days Grace confirmó a Matt Walst como reemplazo oficial de Gontier, con lo que anunciaron: «Su primer contacto con el nuevo Three Days Grace puede ser antes de lo que piensan, estén atentos». Durante una entrevista el 19 de julio de 2013, con 99,9 KISW en Seattle, Neil Sanderson confirmó que actualmente están trabajando en un nuevo álbum y que ya han registrado la mitad de ello. Él declaró: «Estamos muy amplificados en torno a él, tiene una nueva energía. Es un poco más pesado, es más agresivo y con él se acaba de conseguir este ambiente fresco». El 31 de marzo Three Days Grace sacó en Itunes Store un nuevo material esta vez con Matt Walst como vocalista de una nueva canción, «Painkiller». La canción fue lanzada a la radio estadounidense de rock el 8 de abril. El 6 de junio, «Painkiller» alcanzó el puesto número uno en el conteo Mainstream Rock.
En una entrevista en agosto de 2014, la banda reveló el título de su próximo sencillo «I Am Machine» que se estrenó el 30 de septiembre. En la misma entrevista, Harddrive Radio informó que Three Days Grace anunció que su próximo álbum saldría alrededor de marzo del próximo año.
El 25 de febrero de 2015 el grupo publica un tráiler del álbum Human en su página de Youtube, en el cual hablan del cambio de energía que ha provocado el nuevo vocalista.

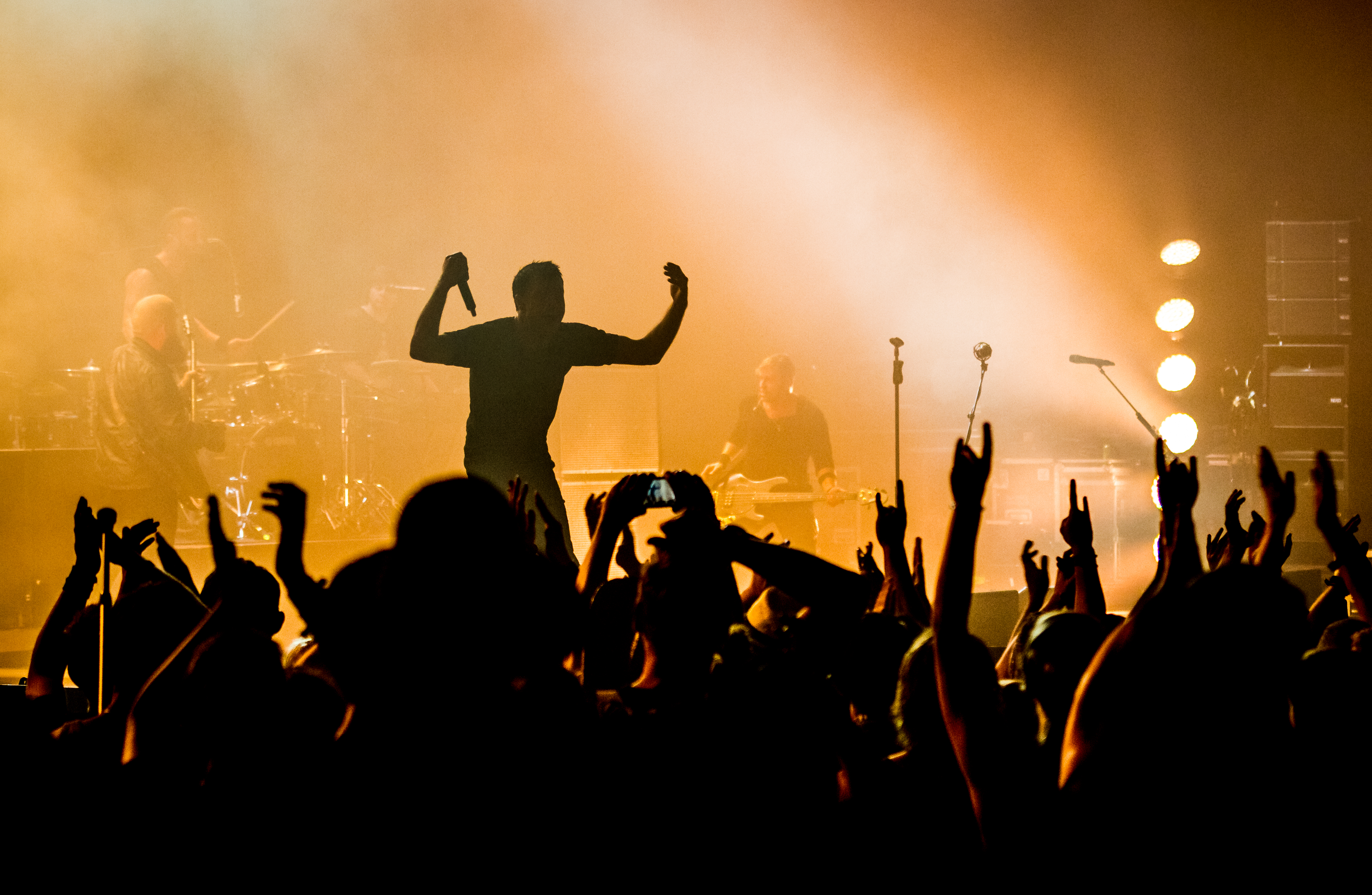
Presentación de la banda en el Rock Am Ring 2015 de Alemania.

En marzo de 2015 comenzaron un tour mundial por Sudamérica, que empezó el 21 de marzo como parte del festival Lollapalooza Argentina, siendo ésta la primera vez que visitan ese país, y ofreciendo dos shows a sus fanes. Durante el sideshow del Lollapalooza el 24 de marzo se presentaron por primera vez temas inéditos que luego saldrían en el disco Human. Continuó en Brasil también por el mismo festival, donde dieron 3 fechas. En mayo y junio hicieron una gira por Europa, donde pasaron por España, República Checa, Italia, Austria, Alemania, Polonia e Inglaterra. Volvieron para terminar su gira a Norteamérica, para dar shows en Canadá y Estados Unidos.
El 31 de marzo de 2015 salió a la venta el nuevo disco de Three Days Grace con el Vocalista Matt Walst. El álbum contiene 2 discos. El 1.º con 12 canciones, entre los que se incluyen los anteriores sencillos «I am Machine» y «Painkiller». El 2.º disco incluye 4 canciones, dos son versiones en directo y otra una versión alternativa.
A mediados de noviembre del 2016 lanzaron un cover de la canción de la banda Phantogram titulada "You Don't Get Me High Anymore", en la que el vocalista Matt Walst se escucha con la misma frescura y estilo que en el álbum anterior.

### Outsider(2017-2020)
En el evento Fort Rock en florida (2017),The Pulse Of Radio se encontró con el baterista Neil Sanderson y preguntó por un plazo de tiempo del que podríamos esperar un nuevo álbum. A lo que el respondió «Empezamos a grabar a finales de julio y probablemente nos tomara cerca de 6 semanas, para el final del verano vamos a estar mezclando y preparando para, ya sabes, la gira, el lanzamiento y todo. Así que me gustaría pensar que habrá nueva música para el fin de año. No se puede asegurar eso pero estamos en buena posición».
Así mismo, el primero de agosto se publicó en la página oficial de Three Days Grace un video de su canal de Youtube, mostrando avances de lo que sería el próximo álbum.
El 25 de enero de 2018, la banda anunció que su nuevo álbum, que se llamará Outsider y sería lanzado para el 8 de marzo de 2018, ese mismo día, lanzaron su primer sencillo, "The Mountain". Un mes después, el 16 de febrero, se publicó el segundo sencillo del disco: "I Am An Outsider"
El 23 de julio de 2020, la banda lanzó una versión de "Somebody That I Used to Know" de Gotye.

### Explosions(2021-2023)
El 29 de noviembre de 2021, la banda lanzó un nuevo sencillo llamado "So Called Life". Es el primer sencillo de su próximo séptimo álbum de estudio Explosions.
El 17 de febrero de 2022, la banda lanzó una colaboración con Lukas Rossi con la canción Neurotic, que formaría parte del nuevo álbum, más tarde el 11 de abril lanzaron otro sencillo llamado Lifetime, el video de esta canción mostraba a Matt Walst caminando por Kentucky después de los eventos de tornados que hubo en la zona en diciembre de 2021. Finalmente Explosions se lanzó el 6 de mayo y la banda estuvo de gira durante todo 2022. El 8 de noviembre lanzaron un video para su nuevo sencillo I Am The Weapon, el video muestra a la banda tocando la canción en un concierto en Budapest, Hungría.
El 27 de enero de 2023, la banda anunció una gira con Shinedown y From Ashes to New para abril y mayo de ese mismo año, durante esta gira el 19 de abril en el show en Huntsville, Alabama, de manera sorpresiva, el primer vocalista de la banda Adam Gontier, se subiría al escenario para tocar los clásicos Never Too Late y Riot con la banda, esta es la primera vez que Gontier se sube al escenario con Three Days Grace desde 2012. Los aficionados consideran esto como una reunión de la banda pese a que en un Meet and Greet un fan les preguntó si iban a hacer una gira de reunión con Adam y la banda dijo que esto fue algo repentino ya que Gontier estaba cerca del lugar del concierto y están muy orgullosos del resultado pero que no ven una gira de reunión pronto.

### Regreso de Gontier yAlienation(2024-presente)
El 3 de octubre de 2024, Three Days Grace confirma el regreso de Adam Gontier a la banda como vocalista, manteniéndose Matt Walst como vocalista también. La banda también confirmó que están trabajando en un nuevo álbum con los dos vocalistas y que saldrá pronto al igual que confirmaran una gira dentro de poco, esta es la primera vez que Gontier entra al estudio con Three Days Grace desde 2012. Una semana después la banda anunció sus primeros shows con su nueva formación en una gira junto a Sevendust y Disturbed, para celebrar los 25 años del primer álbum de estos últimos “The Sickness”, que comenzará el 25 de febrero de 2025. También anunciaron que estarán en las nuevas ediciones de los festivales Sonic Temple, Welcome to Rockville y Inkarceration en ese mismo año. 
El 20 de noviembre, la banda anunció el lanzamiento de un nuevo sencillo, titulado "Mayday", que se lanzó el 22 de noviembre de 2024.
A principios del año 2025, la banda sigue confirmando su participación en importantes festivales estadounidenses, tales como Rock Fest, Rocklahoma, Louder Than Life y Aftershock. El 6 de marzo, anuncian una gira canadiense coencabezada junto a la banda danesa Volbeat, con Wage War como teloneros, para junio de ese año. Un mes después, anuncian un tour estadounidense co-encabezado junto a Breaking Benjamin para agosto, septiembre y octubre.
A fines de abril, anuncian una gira europea para finales de año, que empezará el 14 de noviembre en Budapest, Hungría y terminara el 13 de diciembre en Londres, Inglaterra. La banda invitada será Badflower.
El 8 de mayo de 2025, la banda confirmó que su octavo álbum de estudio se titularía Alienation y que se lanzaría el 22 de agosto de 2025. Al día siguiente, la banda lanzó el segundo sencillo del álbum, "Apologies".
El 20 de junio, la banda lanzó la canción “Dominate”, el tercer sencillo de su nuevo álbum.

## Premios
Three Days Grace ha sido reconocido por sus esfuerzos musicales a través de varios premios y nominaciones. En 2007, la banda fue clasificada por Mediabase como el mejor artista en Airplay en todos los formatos de rock en los EE. UU. y Canadá, y Billboard los nombró artista de rock del año. Three Days Grace ha sido nominada para cuatro Juno Awards. En 2004, la banda fue nominada para el Grupo Revelación del Año. «I Hate Everything About You» fue nominado para Mejor Vídeo de Rock y Elección del Público: Grupo canadiense favorito en los premios Much Music. En 2007, fueron nominados para Mejor Grupo del Año, y su álbum One-X fue nominado para Álbum del Año. El primer sencillo de One-X, «Animal I Have Become», fue la canción de Rock más tocada de Canadá y ganó el premio Mediabase de ese año para la canción de rock más escuchada en la radio. «Never Too Late» fue nominada a Mejor Vídeo y Mejor vídeo de Rock y «Pain» fue nominado para Mejor Vídeo Internacional por un canadiense y Elección del Público: Grupo canadiense favorito en los premios Much Music.
En 2010, Life Starts Now fue nominado a mejor álbum de rock en los Juno Awards, pero perdió ante Billy Talent III. En 2010, «Break» fue nominado para Mejor Vídeo Postproducción y Mejor Vídeo de Rock del año en Much Music Awards. En Fuse.tv., «Break» fue nominado como «Mejor Sencillo» y Life Starts Now ganó como «Mejor Álbum» en los Premios Casby.
Three Days Grace ha vendido más de 16 millones de copias solo en Estados Unidos.
El primer sencillo del álbum Transit of Venus, «Chalk Outline» alcanzó el puesto #1 en Active Rock en Estados Unidos (9/17/12).

## Apariciones
- Raise Your Voice (2004) (tocando «Home» y «Are you ready»).
- Ghost Whisperer Episodio: The Curse of the Ninth (2006) (tocando «Pain»).
- En el videojuego ShaunWhite Snowboarding se encuentra el tema «Animal I Have Become».
- En el videojuego Smack Down vs. Raw 2007 aparecen tres canciones: «Animal I Have Become», «Riot» y «Let you Down».
- El vocalista, Adam Gontier, participa en el vídeo de Apocalyptica «I Don't Care».
- La escritora Lisa Desrochers en su novela Personal Demons comenta que el personaje principal, Luc Cain, está inspirado en la canción «World So Cold».
- Las canciones «I Hate Everything About You», «Pain» y «The Good Life» pueden ser descargadas para el videojuego Rock Band 3 de las consolas Wii, PlayStation 3 y Xbox 360.
- Matreya Fedor interpreta a la niña en el vídeo de «Never Too Late».
- South Park temporada 19. «I Am Machine»
- «The Mountain» es parte de la banda sonora oficial del videojuego NBA 2K19.

## Miembros
| Miembros actuales - Adam Gontier - voz (1992–1997, 1997-2013, 2024-presente), guitarra líder y rítmica (1997-2003, 2024-presente), guitarra rítmica (2003-2013) - Matt Walst - voz, guitarra rítmica (2013-presente) - Barry Stock - guitarra líder (2003-presente) - Brad Walst - bajo, coros (1992-1997, 1997-presente) - Neil Sanderson - batería, teclados, coros (1992–1997, 1997-presente) | Antiguos miembros - Phil Crowe - guitarra líder (1992-1997) - Joe Grant - guitarra rítmica (1992-1997) Miembros del tour - Dani Rosenoer - teclados, coros (2012-2018) |

Línea temporal

## Discografía
| Álbumes de estudio - 1995: Wave of Popular Feeling - 2003: Three Days Grace - 2006: One-X - 2009: Life Starts Now - 2012: Transit of Venus - 2015: Human - 2018: Outsider - 2022: Explosions - 2025: Alienation Demos - 2000: Three Days Grace EPs - 2004: Rolling Stone Original: Three Days Grace - 2007: Three Days Grace: Sessions@AOL - 2007: Never Too Late EP - 2011: Lost In You EP DVD - 2008: Live at the Palace | Sencillos Wave of Popular Feeling - «Eddie» - «Poison Ivy» - «Stare» Three Days Grace - «I Hate Everything About You» - «Just Like You» - «Home» One-X - «Animal I Have Become» - «Pain» - «Never Too Late» - «Riot» Life Starts Now - «Break» - «World So Cold» - «Lost in You» - «The Good Life» Transit of Venus - «Chalk Outline» - «The High Road» - «Misery Loves My Company» | Human - «Painkiller» - «I Am Machine» - «Human Race» - «Fallen Angel» Outsider - «The Mountain» - «Right Left Wrong» - «Infra-Red» Explosions - «So Called Life» - «Lifetime» - «I Am the Weapon» Alienation - «Mayday» - «Apologies» |

## Giras
- Three Days Grace Tour (2003 - 2004)
- One-X Tour (2006 - 2008)
- Life Starts Now Tour (2009 - 2011)
- Welcome to the Family Tour (2011)
- Uproar Festival (2011)
- Special Club Shows (2012)
- Transit of Venus Tour (2013)
- Human World Tour (2015 - 2017)
- Outsider Tour (2018-2019)
- Explosions Tour (2022 - 2023)